# Ministerul Sportului (România)
Ministerul Tineretului și Sportului a fost organ de specialitate al administrației publice centrale, în subordinea Guvernului, având rol de sinteză și de coordonare a aplicării strategiei și politicilor în domeniul tineretului și sportului. În 2023, Ministerul Sportului a fost desființat, iar în locul său a fost înființată Agenția Națională pentru Sport.

## Istoric

### Înființarea (2013)
Începând cu data de 19 ianuarie 2013, prin publicarea H.G. nr. 11/09.01.2013  în Monitorul Oficial nr. 42 din 19.01.2013, se înființează Ministerul Tineretului și Sportului și se abrogă H.G. 141/ 2010 cu modificări și completări ulterioare privind înființarea, organizarea și funcționarea Autorității Naționale pentru Sport și Tineret.
Informații cu privire la organizarea și funcționarea Ministerului Tineretului și Sportului pot fi accesate la următorul link (începând cu pagina 9):
Descarcă aici HG nr. 11/09.01.2013 Arhivat în 13 iunie 2016, la Wayback Machine.
Conform Regulamentului de Organizare și Funcționare al Ministerului Tineretului și Sportului, obiectivele strategice ale M.T.S. sunt:
– elaborarea politicilor și măsurilor privind atragererea Fondurilor Europene;
– întărirerea disciplinei economico-flnanciare;
– elaborarea politicilor de personal;
– elaborarea politicilor privind descentralizarea;
Art.4. Pentru atingerea obiectivelor strategice din domeniile sportului și tineretului Ministerul Tineretului și Sportului are următoarele atribuții generale:
a)  asigură elaborarea strategiei de punere în aplicare a Programului de guvernare în domeniile tineretului și sportului; fundamentează și propune Guvernului politici în domeniile tineretului și sportului;
b)   inițiază, elaborează ori, după caz. avizează proiecte de acte normative. în vederea realizării obiectivelor strategice și a politicilor în domeniile tineretului și sportului;
c)asigură administrarea bunurilor proprietate publică și/sau privată a statului încredințate, potrivit prevederilor legale pentru desfășurarea activității aferente domeniilor de tineret și sport în mod direct și prin unitățile din subordine;
d)   asigură. în numele statului român, în condițiilc legii, reprezentarea pe plan intern și internațional în domeniile tineretului și sportului;
e)   asigură urmărirea aplicării și controlul respectării legilor și a celorlalte acte normative din domeniile tineretului și sportului;
i) colaborează cu celelalte ministere și organe de specialitate ale administrației publice centrale, cu autoritățile administrației publice locale, cu alte instituții publice și persoane juridice de drept public sau privat, române ori străine:
g)    asigură aplicarea acordurilor internaționale în domeniile sale de activitate, precum și promovarea de noi acorduri.

## Organizare
Unități care funcționează în subordinea Ministerul Sportului:
- Direcții Județene Pentru Sport și Tineret
- Complexuri Sportive Naționale
- Cluburi Sportive
- Case de Cultură ale Studenților
- Complexul Cultural-Sportiv Studențesc Tei
- Centrul Național de Formare și Perfecționare al Antrenorilor
- Institutul Național de Cercetare pentru Sport
- Muzeul Sportului

## Numiri în funcție ai miniștrilor

### Ministrul tineretului și sportului
- ianuarie 1989 iulie 1990 Mircea Angelescu
- iulie 1990 - octombrie 1991 Bogdan Nicolae Niculescu Duvăz
- octombrie 1991 - noiembrie 1992 Ioan Moldovan
- noiembrie 1992 - august 1993 Gheorghe Angelescu
- august 1993 - decembrie 1996 Alexandru Mironov
- decembrie 1997 - ianuarie 2001 Crin Antonescu
- ianuarie 2001 - iunie 2003 Georgiu Gingăraș — cu ocazia formării Guvernului Năstase[2]
- iunie 2003 - septembrie 2004 Octavian Morariu
- septembrie 2004 - februarie 2005 Constantin Diaconu
- februarie 2005 - decembrie 2006 Florian Gheorghe
- decembrie 2006 - ianuarie 2009 Octavian Bellu
- 22 decembrie 2008 — Monica Maria Iacob-Ridzi — cu ocazia formării Guvernului Boc (1)[3]
- iulie 2009 - decembrie 2009 Sorina Plăcintă
- martie 2010 - mai 2012 Doina Melinte
- mai 2012 - ianuarie 2013 Carmen Tocală
- 21 decembrie 2012 — Nicolae Bănicioiu — cu ocazia formării Guvernului Ponta (2)
- 5 martie 2014 — Gabriela Szabó -- guvernul Guvernul Ponta (4)
- 17 noiembrie 2015 - ianuarie 2017 — Elisabeta Lipă ‎ -- guvernul Cioloș
- 4 ianuarie 2017 -  ianuarie 2018 Marius- Alexandru Dunca - guvernul Grindeanu
- ianuarie 2018 - noiembrie 2018 Ioana Bran
- noiembrie 2018 - noiembrie 2019 Bogdan Matei
- 4 noiembrie 2019 - 23 decembrie 2020 Ionuț Stroe
- 23 decembrie 2020 - 15 iunie 2023 Eduard Novak